# Francisco Díaz Villagrasa
Francisco Díaz Villagrasa (1927 – Barcelona, 3 de octubre de 2010) fue un historietista español.

## Biografía
Francisco Díaz comenzó su carrera continuando la serie El Capitán Trueno, pero pronto creó series propias, entre las que destaca El sheriff King (1965), bajo guiones de Víctor Mora. También adaptó varios relatos literarios para las colecciones "Historias" y "Héroes".

## Obra
| Años | Título                             | Guionista                     | Tipo       | Publicación                                             |
| ---- | ---------------------------------- | ----------------------------- | ---------- | ------------------------------------------------------- |
| 196- | El Capitán Trueno                  |                               | Serie      | El Capitán Trueno Extra                                 |
| 1961 | Rayo, piloto de pruebas            | Ramón Ortega                  | Serie      | El Campeón de las Historietas                           |
| 1962 | Historia de los deportes           | José Repollés Aguilar         | Monografía | Bruguera: Historias, núm. 167                           |
| 1963 | Pitágoras Slim                     | José Antonio Vidal Sales      | Serie      | El Capitán Trueno Extra                                 |
| 1964 | Cuadernos Héroes: Brigada Espacial | Malcom Kerr                   | Serial     | Bruguera                                                |
| 1964 | El Halcón de Meisemburg            | Víctor Mora, Alberto Clavería | Monografía | Bruguera: Héroes, núm. 32 / El Capitán Trueno, núm. 4   |
| 1964 | El puente de Silver Gun            | José María Carbonell          | Monografía | Bruguera: Héroes, núm. 35 / Bronco, núm. 2              |
| 1964 | La diligencia perdida              | Eduardo Romero                | Monografía | Bruguera: Héroes, núm. 45 / Bronco, núm. 3              |
| 1965 | El sheriff King                    | Víctor Mora                   | Serie      | Pulgarcito                                              |
| 1971 | El sheriff King                    | Víctor Mora                   | Serial     | Bruguera: Grandes Aventuras Juveniles                   |
| 1974 | La cimitarra de Buda               |                               | Monografía | Bruguera: Historias Selección / Emilio Salgari, núm. 16 |